# Indianentent
Een indianentent is de tent, die van oudsher door de indianen, de oorspronkelijke bewoners van Noord-Amerika als huis wordt gebruikt. Doordat de indianen sinds de 20e eeuw hun manier van leven hebben moeten veranderen, zijn zij ook van tenten in gewone huizen gaan wonen.
Er zijn verschillende soorten indianententen:
- wigwam: een koepelvormige of kegelvormige 'hut', bedekt met rietmatten of boombast, meestal met berkenbast
- tipi: een kegelvormige tent, vervaardigd van bizonhuiden of canvas op houten statief

Wigwam wordt vaak gebruikt om ieder type indianentent mee aan te duiden, maar dit klopt niet helemaal: de wigwam is een specifiek type woning.

## Wigwam
Het woord wigwam is afkomstig uit het Algonkin, een Noord-Amerikaanse indianentaal. Het is een Angelsaksische verbastering van wiigiwaam. Dat is weer van het Algonkische Ojibwe-woord voor wiigwaas afgeleid, dat berkenbast betekent. Wigwams worden van oudsher door Algonkisch sprekende volkeren in het oosten van de Verenigde Staten en Canada gebruikt, zoals de Algonkin, Mi'kmaq en Ojibweg. Een wigwam is meestal koepelvormig en biedt plaats aan één familie. Hij doet het meeste aan een hut denken en is niet veel hoger dan 2 à 3 m. De koepelvorm ontstaat door een frame van buigzame stokken te maken. De constructie is vast en niet verplaatsbaar.

## Tipi
Een tipi, het woord is afkomstig uit de taal van Lakota, is een kegelvormige tent die, in tegenstelling tot een wigwam, niet met boomschors maar met dierenhuiden of canvas is bedekt en snel kan worden afgebroken en opgezet. Het geheel is daarom makkelijk te paard te vervoeren. Dit type indianentent werd van oudsher door de nomadische prairie-indianen op de Great Plains gebruikt, een grote prairie in de Verenigde Staten en Canada. Een tipi bestaat uit een frame van rechte stokken van ceder- of vurenhout, een bedekking van canvas of dierenhuiden, een binnenvoering en een deur van canvas of huid. Bovenin zat een rookgat dat met lijnen open en dicht kon worden gemaakt.

## Toerisme
Mede vanwege de karakteristieke vorm worden wigwams en tipi's tegenwoordig gebruikt als toeristische accommodatie. Indianententen die voor dit doel worden gebruikt zijn meestal gemaakt van canvas, zeildoek of zelfs hout, en zijn vaak luxueuzer ingericht dan originele indianententen. Soms zijn recreatie-indianententen echter juist sober ingericht, om een avontuurlijk gevoel op te roepen. In sommige recreatieparken staan vele tientallen indianententen bij elkaar, zodat een soort "reservaat" ontstaat.

## Afbeeldingen

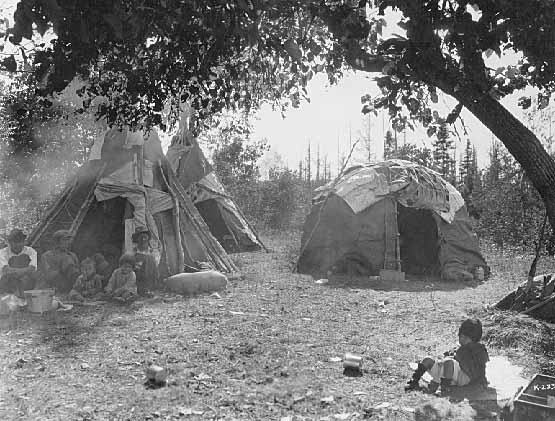
Ojibweg-wigwam en twee Dakota-tipi's
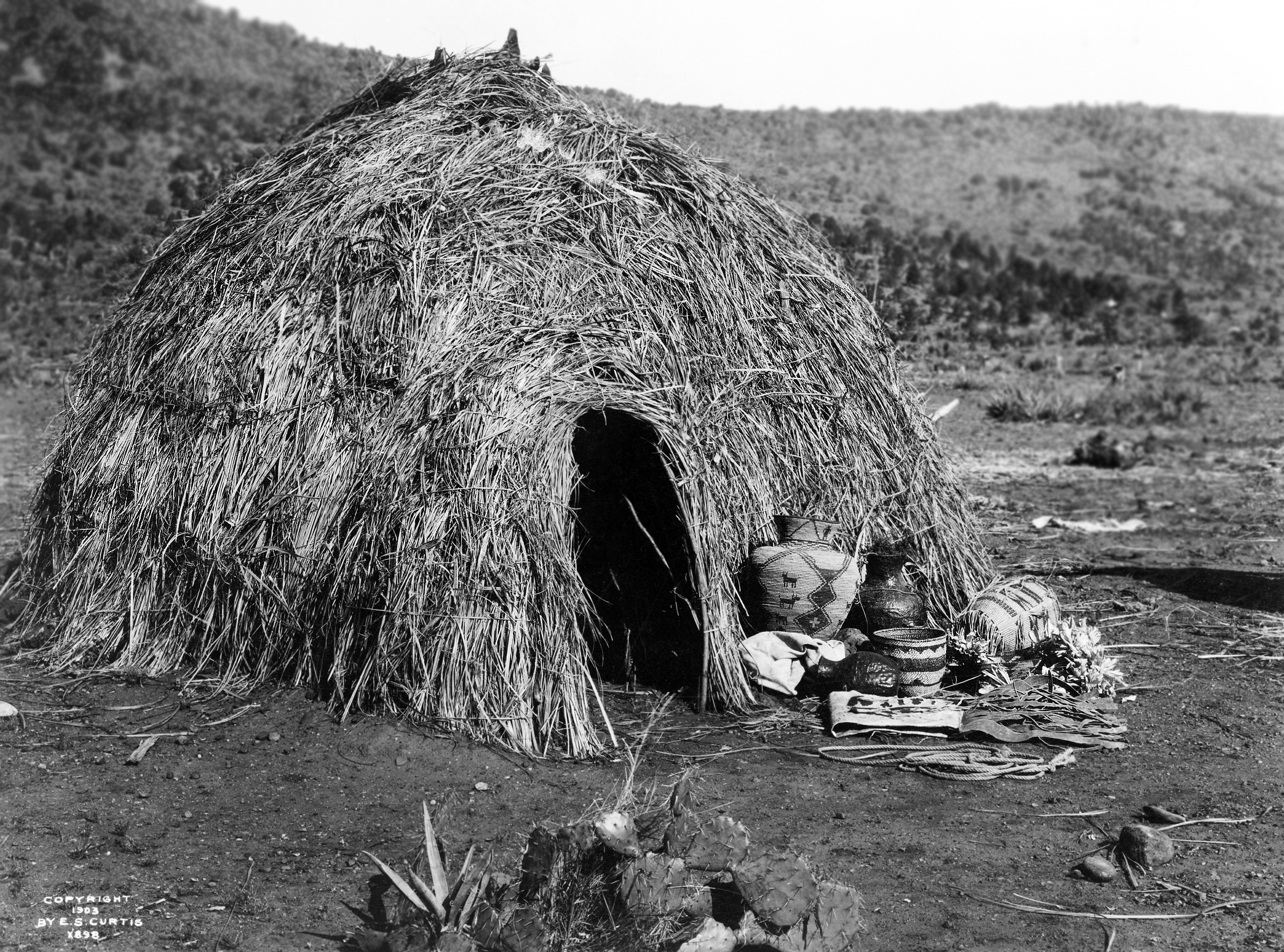
Wickiup van de Apachen, ca. 1903; koepelvormig als de wigwam, maar de aanduiding voor tenten gebruikt in andere Noord-Amerikaanse streken
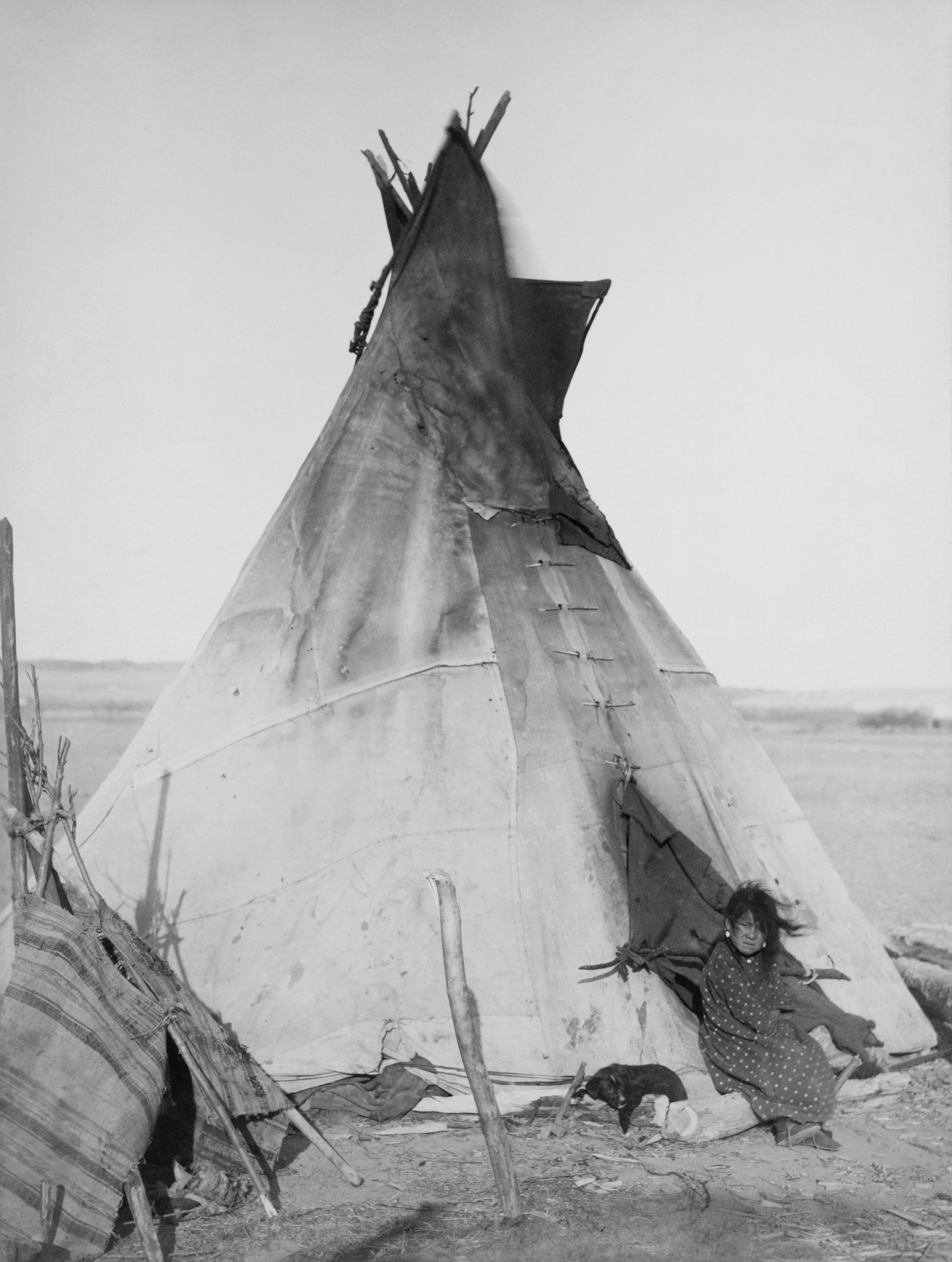
Amerikaanse tipi, 1891
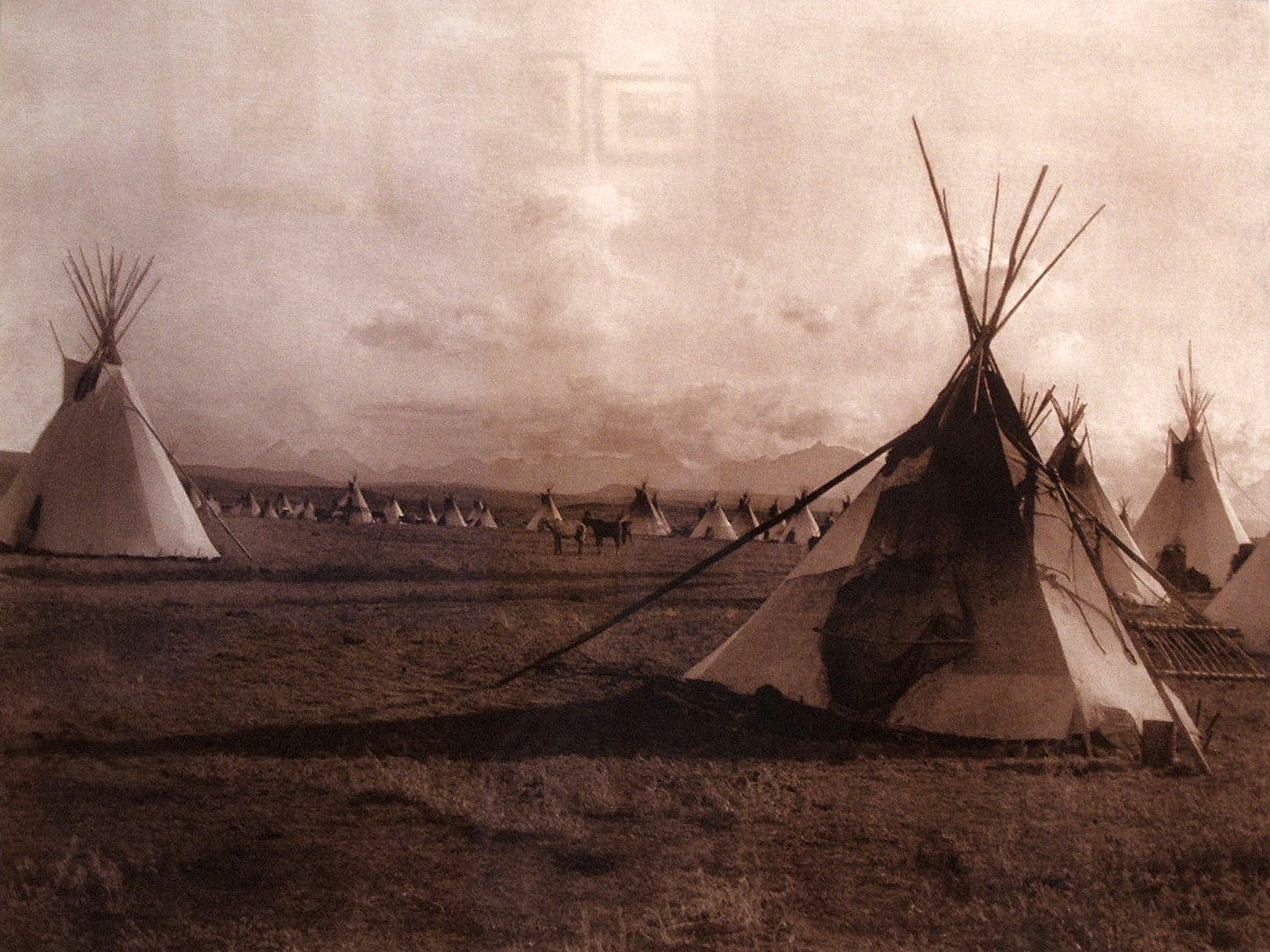
Blackfoot-tipi's, E.S. Curtis, 1900